# Grijskinhoningjager
De grijskinhoningjager (Toxorhamphus poliopterus) is een zangvogel uit de familie Melanocharitidae.

## Verspreiding en leefgebied
Deze soort komt voor in de bergen van westelijk-centraal tot noordoostelijk en zuidoostelijk Nieuw-Guinea.

## Status
De grootte van de populatie is niet gekwantificeerd maar de soort wordt omschreven als algemeen tot zeer talrijk, met name op grotere hoogtes. Op de Rode lijst van de IUCN heeft deze soort de status niet bedreigd.